# 大華璵
大 華璵（だい かよ）は、渤海の第5代王。

## 生涯
大興57年（794年）に暴虐な振る舞いをした大元義を殺害する政変があり、文王大欽茂の嫡孫である大華璵に王位が継承された。
即位した成王は中興と改元し、また東京龍原府より上京龍泉府への遷都を実施し、渤海滅亡までの都となった。しかし遷都間もなく成王は病死し、その治世は半年にも満たなかった。